# Russell Green
Russell Green (* 20. April 2001) ist ein neuseeländischer Leichtathlet, der sich auf den Mittelstreckenlauf spezialisiert hat. 2024 wurde er in Suva Ozeanienmeister im 1500-Meter-Lauf.

## Sportliche Laufbahn
Erste Erfahrungen bei internationalen Meisterschaften sammelte Russell Green im Jahr 2024, als er bei den Ozeanienmeisterschaften in Suva in 3:58,02 min auf Anhieb die Goldmedaille im 1500-Meter-Lauf gewann.

## Persönliche Bestzeiten
- 1500 Meter: 3:41,77 min, 10. März 2024 in Auckland